# HFC Bank
HFC Bank — банк в Гане. Главный офис располагается в Аккре — столице страны. Банк был создан в 1990 году в качестве шелл-компании в рамках торгового банка Ганы. В 1994 году Банк стал публично торгуемой компанией. В 1995 году акции банка стали котироваться на фондовой бирже Ганы. Акции банка являются одним из компонентов биржевого индекса All-Share Index. По данным официального сайта, банк впервые в Гане в 1996 году выпустил корпоративные облигации.